# Zlarin
Zlarin (italsky Slarino) je malý ostrov v Jaderském moři. Je součástí Chorvatska, leží v Šibenicko-kninské župě a je součástí Šibenického souostroví. V roce 2011 žilo na celém ostrově 284 obyvatel, všichni ve stejnojmenné vesnici na severozápadě ostrova. Příjmy zdejších obyvatel tvoří především turismus.
Většími sousedními ostrovy jsou Krapanj, Prvić, Tijat a Zmajan, kolem se též nacházejí ostrůvky Dvainka, Drvenik, Rakitan, Mumonja, Oblik, Krbela Mala, Krbela Vela, Komorica, Sestrica Mala a Lupac.